# Voltei pro morro
Voltei pro morro (grafia original Voltei p'ro Morro) é um samba de Vicente Paiva e Luiz Peixoto, gravado por Carmen Miranda com o Conjunto Odeon em 2 de setembro de 1940.

## Antecedentes
Após um ano nos Estados Unidos, Carmen Miranda retornou ao Brasil em agosto de 1940 para o que seria sua penúltima vinda ao país; ela só voltaria novamente 14 anos depois. Na ocasião, a cantora gravou suas últimas interpretações para a Odeon, que foram lançadas de forma gradual pela gravadora ao longo de 1940 e 1941. O samba "Voltei pro morro", de Vicente Paiva e Luiz Peixoto, faz uma clara alusão ao retorno de Carmen.

## Regravações
A canção foi regravada pela cantora Maria Bethânia para seu álbum Maria Bethânia Ao Vivo, lançado em 1970 pela gravadora Odeon. Simone e Roberto Ribeiro também a gravaram no disco Simone et Roberto Ribeiro avec João De Aquino à Bruxelles, de 1973. 